# Budviciaceae
Famille
Les Budviciaceae sont une famille de bacilles Gram négatifs de l'ordre  des Enterobacterales. Leur nom provient de Budvicia qui est le genre type de la famille.

## Taxonomie
Cette famille est créée en 2016 lors de la réorganisation de l'ordre des Enterobacterales par M. Adeolu et al. sur la base de travaux de phylogénétique moléculaire. Elle se compose de genres bactériens auparavant rattachés aux Enterobacteriaceae sur la base de critères phénotypiques.

## Liste de genres
Selon la LPSN (26 octobre 2022) :
- Budvicia Bouvet et al. 1985 – genre type
- Insectihabitans Lee et al. 2021
- Jinshanibacter Ge et al. 2021
- Leminorella Hickman-Brenner et al. 1985
- Pragia Aldová et al. 1988